# Jim Taylor (Fußballspieler, 1917)
James Guy „Jim“ Taylor (* 5. November 1917 in Cowley; † 6. März 2001 in Reading) war ein englischer Fußballspieler. Der kopfball- und zweikampfstarke Mittelläufer war nach dem Zweiten Weltkrieg in London für den FC Fulham und die Queens Park Rangers aktiv. Dazu war er als Ersatzspieler im englischen Kader für die WM 1950 in Brasilien, kam aber erst im vergleichsweise hohen Fußballeralter von 33 Jahren im Mai 1951 zu seinen einzigen zwei A-Länderspielen für England.

## Sportliche Laufbahn
Der unweit von Uxbridge im Nordwesten der britischen Hauptstadt geborene Jim Taylor erlernte das Fußballspielen beim Lowe Sawyer FC und der Hillingdon British Legion, bevor er im März 1938 beim damaligen Zweitligisten FC Fulham anheuerte.
Auf einen Einsatz in der ersten Mannschaft wartete er jedoch vor Ausbruch des Zweiten Weltkriegs vergeblich; erst am 7. Oktober 1939 debütierte er in einem nationalen Kriegspokalwettbewerb („National War Cup“) gegen Luton Town und verhalf den „Cottagers“ zum Einzug ins Halbfinale, das im Juni 1940 mit 3:4 gegen West Ham United an der Stamford Bridge verloren ging. Die kriegsbedingte Unterbrechung des offiziellen Spielbetriebs der Football League überbrückte Taylor, der als Soldat in der Royal Navy diente, mit 88 sogenannten „Wartime Games“ für Fulham und weiteren Auftritten als „Gastspieler“ für den FC Brentford, den FC Chelsea, den FC Burnley, Luton Town und den FC St. Mirren.
Nach dem Ende der Kampfhandlungen gab Taylor am 31. August 1946 im Alter von 28 Jahren sein Ligadebüt gegen den FC Bury. Dieses endete zwar mit einer deutlichen 2:7-Pleite, aber fortan bildete er mit Len Quested und Pat Beasley das Zentrum einer erfolgreichen Läuferreihe des FC Fulham, die im Jahr 1949 wesentlich zum Aufstieg in die höchste englische Spielklasse als Zweitligameister beitrug. Bis Februar 1950 verpasste Taylor nur sechs Partien. Zudem lud ihn der englische Fußballverband (FA) nach einer Tournee durch Kanada im Sommer 1950 in den Kader für die anstehende Weltmeisterschaft in Brasilien ein. Bei der unglücklichen Debütvorstellung der englischen Nationalmannschaft hielt sich Taylor schadlos und kam bei keiner der drei Vorrundenbegegnungen zum Einsatz. Erst im Jahr darauf absolvierte Taylor gegen Argentinien und Portugal seine einzigen beiden A-Länderspiele und gewann diese im Mai 1951 beide mit 2:1 und 5:2. Weitere Höhepunkte in Taylors Fußballerkarriere waren zwischen 1948 und 1951 drei Partien für den Verbund der Football League sowie weitere Einsätze für Londoner Auswahlen.
Taylor hielt dem FC Fulham auch nach dem Abstieg in die zweitklassige Second Division nach Ablauf der Saison 1951/52 die Treue und blieb bis April 1953 Stammspieler, bevor ihn schließlich Gordon Brice verdrängte. Er wechselte daraufhin zum Lokalrivalen Queens Park Rangers, wo er in der Spielzeit 1953/54 mit 41 Ligapartien in der drittklassigen Third Division South seine Profilaufbahn ausklingen ließ. Ab Mai 1954 war er Spielertrainer bei den Tunbridge Wells Rangers und später betreute er als Cheftrainer noch für den FC Yiewsley und den FC Uxbridge. Darüber hinaus ging Taylor einem bürgerlichen Beruf als Maler und Lackierer nach, wo er unter anderem im Windsor Castle arbeitete. Den Ruhestand verbrachte er bis zu seinem Tod im März 2001 in Spencers Wood, nur wenige Kilometer südlich von Reading gelegen.